# Paul du Saillant
Paul de Lasteyrie du Saillant, plus connu sous le nom Paul du Saillant, né en 1959, est un dirigeant d'entreprise de nationalité française.
Depuis décembre 2020, il est le directeur général délégué d’EssilorLuxottica, société dont il a rejoint le conseil d'administration en mars 2020.
Paul du Saillant est diplômé de l'École centrale de Paris et a été navigateur de France 3 à la Coupe de l’America en 1983.

## Biographie

### Origines, formation et vie personnelle
Paul du Saillant est né le 18 février 1959 à Paris. Il est le fils de Guy de Lasteyrie du Saillant et d'Isabelle Giscard d'Estaing, sœur du Président Valéry Giscard d'Estaing. En 1982, il est diplômé de l'École centrale de Paris, et diplômé de l’INSEAD en 1986.
Passionné de voile, il est navigateur de France 3 à la Coupe de l’America en 1983. Paul du Saillant est aussi un passionné de musique et le co-organisateur du Festival de la Vézère, créé en 1980, qui se tient chaque été, pendant les mois de juillet et août, sur tout le département de la Corrèze dans la région Nouvelle-Aquitaine.
Paul du Saillant est marié et père de quatre enfants.

### Carrière

#### Avant Essilor
Paul du Saillant commence sa carrière chez Air Liquide en 1983, où il occupe des postes de direction opérationnelle et stratégique, dans différentes régions et activités et sur des domaines allant de la recherche et développement à l'ingénierie ou l'informatique.
Il quitte ses fonctions chez Air Liquide en 2002 pour prendre la direction générale du groupe belge Lhoist, jusqu’en 2007.

#### Chez Essilor / EssilorLuxottica
En 2008, Paul du Saillant rejoint le groupe Essilor en tant que directeur de la stratégie.
En 2010, il est nommé directeur général adjoint d’Essilor, avec sous sa responsabilité différentes fonctions (R&D, RH, activités industrielles, etc.) et zones géographiques (Europe, Asie, Amérique Latine), puis de la division verres du groupe à compter de 2017.
En février 2019, il devient directeur général délégué.
Un an plus tard (le 30 mars 2020), Paul du Saillant succède à Laurent Vacherot à la tête d’Essilor International, dont il devient directeur général. Il devient également administrateur d'EssilorLuxottica.
En décembre 2020, Hubert Sagnières décide de faire valoir ses droits à la retraite et de quitter ses fonctions exécutives. Le conseil d’administration d’EssilorLuxottica nomme Francesco Milleri en tant que directeur général et Paul du Saillant en tant directeur général délégué jusqu’à l’assemblée générale annuelle de 2021. Par la même occasion, il devient président-directeur général d’Essilor International, poste qu'il occupe jusqu'en mai 2021.
En mai 2021, il est nommé administrateur et directeur général délégué d'EssilorLuxottica.

## Distinction
- Chevalier de la Légion d'honneur (3 juillet 2024)[8]